# 크리스 랭

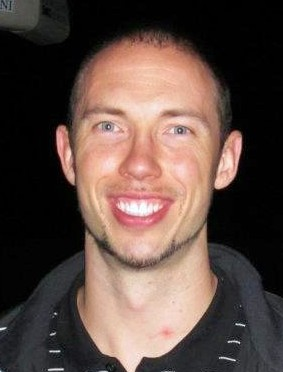
2011년 모습

크리스 랭(Kris Lang, 본명: 크리스토퍼 더글라스 랭, Kristoffer Douglas Lang, 1979년 12월 12일 ~ )은 미국의 프로 농구 선수이다. 그는 1998년부터 2002년까지 노스캐롤라이나에서 대학 농구를 한 후 폴란드, NBA D 리그, 대한민국, 스페인, 이탈리아, 우크라이나, 터키, 베네수엘라, 도미니카 공화국, 아르헨티나, 우루과이에서 프로 선수로 활약했다.

## 대학 경력
랭은 1998년부터 2002년까지 노스캐롤라이나에서 대학 농구를 했다. 그는 통산 128경기에서 경기당 평균 10.9득점과 5.3리바운드를 기록했다.

## 프로 경력
랭은 폴란드에서 프로 데뷔하여 2002-03 시즌을 안빌 브워츠와벡과 함께 보내고 PLK 챔피언십에서 우승했다. 2003-04 시즌 동안 그는 미국으로 돌아와 애시빌 앨티튜드가 NBDL 챔피언십에서 우승하도록 도왔다. 2004-05 시즌 동안 그는 서울 SK 나이츠에서 뛰기 위해 한국으로 이적했다. 그는 유니카하 말라가와 함께 스페인에서 시즌을 마쳤다. 다음 두 시즌은 비르투스 볼로냐와 함께 이탈리아에서 보냈다.
2007년 10월 NBA의 샌안토니오 스퍼스에서 프리시즌을 보낸 후 랭은 아조프마시 마리우폴에서 잠시 동안 우크라이나로 이적했다. 2007년 12월 미국으로 돌아와 오스틴 토로스에 합류했다. 2008년 2월 토로스를 떠나 터키로 건너가 터키 텔레콤에서 뛰었다. 2008–09 및 2009–10 시즌 동안 터키 텔레콤에서 계속 뛰었다. 랭은 2010-11 시즌에 이탈리아로 돌아와 에넬 브린디시에서 뛰었다. 2011-12 시즌 동안 이탈리아에 남아 비르투스 볼로냐에 다시 합류했다.
2013년에 랭은 남미에서 6년간의 활동을 시작했다. 베네수엘라 LPB에서 6시즌(Cocodrilos de Caracas 2013–16; Bucaneros de La Guaira 2017; Panteras de Miranda 2018), 도미니카 공화국에서 한 시즌(Metros de Santiago 2015), 아르헨티나에서 반 시즌(Regatas Corrientes 2016), 우루과이의 반 시즌(Defensor Sporting 2016)을 뛰었다.